# Mariann Budde
Pour les articles homonymes, voir Budde.
Mariann Budde née le 10 décembre 1959 dans le New Jersey, est une dame évêque américaine de l'Église épiscopalienne des États-Unis.
Elle a été rectrice de l'église épiscopale St. John's pendant 18 ans à Minneapolis, dans le Minnesota, avant d'être élue en juin 2011 évêque au diocèse épiscopal de Washington D.C. (en), devenant ainsi la première femme évêque dans ce diocèse.

## Biographie
Née le 10 décembre 1959, Mariann Edgar Budde passe sa jeunesse dans le New Jersey puis dans le Colorado.
Elle a étudié l'histoire à l'université de Rochester (État de New York), avant d'intégrer la Virginia Theological Seminary (en) à Alexandria en Virginie où elle a suivi des cours de théologie.
En 1989, à l'âge de 30 ans, elle est ordonnée prêtre anglicane. Elle officie ensuite durant 18 ans à l'église épiscopale St. John's à Minneapolis (Minnesota), puis est élue en juin 2011, évêque au diocèse épiscopal de Washington D.C. (en), une première pour une femme à ce poste,.
En juin 2020, au milieu des manifestations après la mort de George Floyd à Washington, DC, Mariann Budde critique l'utilisation de la police et des troupes de la Garde nationale pour évacuer de force les manifestants de Lafayette Square.
Elle juge également la pose pour une séance photo du président Donald Trump devant l'église Saint-Jean dans ce contexte comme contraire aux enseignements de Jésus,,.
Elle écrit un billet dans le New York Times où elle se dit « indignée » par l'utilisation de la Bible par Donald Trump, qui venait de la brandir à l'église St. John's,.
En tant qu'évêque, Mariann Budde supervise le retrait des vitraux de la cathédrale nationale de Washington rendant hommage aux généraux confédérés Robert E. Lee et Stonewall Jackson.
À la place des anciens vitraux, donnés en 1953 par les Filles unies de la Confédération, elle fait installer de nouveaux vitraux, représentant la lutte pour les droits civiques des Afro-Américains, intitulés Now and Forever et exécutés par Kerry James Marshall,.
En septembre 2024, Budde signe, avec 200 dirigeants et universitaires chrétiens une lettre ouverte en faveur de la préservation de la démocratie pluraliste et l'opposition au régime autoritaire, comme un impératif de la foi chrétienne.
La déclaration décrit les équilibres et les protections constitutionnelles de la démocratie comme des moyens indispensables pour endiguer « les tendances humaines à dominer, à rabaisser et à exploiter » et ainsi respecter les principes chrétiens, tels que « l'appel à être des artisans de paix », la croyance que les humains sont « créés à l'image de Dieu » et l'injonction d'« aimer son ennemi »).
Budde déclare au Religion News Service que la responsabilité chrétienne sous-entend de s'attaquer aux « disparités de richesse », préserver le pluralisme religieux et servir d'artisan de paix.
En janvier 2025, le lendemain de la seconde investiture de Donald Trump à la présidence des États-Unis, dans la cathédrale de Washington elle implore le président Trump de « faire preuve de miséricorde » notamment envers les immigrants et les personnes homosexuelles LGBT. Elle déclare : « il y a des enfants gays, lesbiennes, transgenres de familles démocrates, républicaines ou indépendantes, dont certains craignent pour leur vie ». Puis elle ajoute : « les gens qui cueillent nos récoltes, qui nettoient nos bureaux, qui peinent dans les élevages de volaille et les abattoirs, qui font la plonge après que nous dînons dans les restaurants, et qui travaillent la nuit dans les hôpitaux […] Ils ne sont peut-être pas des citoyens américains, ou n'ont peut-être pas les bons papiers, mais la grande majorité des immigrants ne sont pas des criminels ». Le sermon se déroule dans la cathédrale nationale de Washington, dans le cadre du traditionnel service religieux suivant la cérémonie d'investiture. Donald Trump ayant peu apprécié l'intervention de Mariann Budde, lui réclame des excuses, déclarant qu'elle « avait un ton méchant ».

## Vie personnelle
Elle est mariée avec Paul Budde, le couple a deux fils,.

## Reconnaissances
Mariann Budde a reçu un doctorat honorifique en théologie du Virginia Theological Seminary en 2012.

## Publications
- (en) Mariann Budde, Gathering Up The Fragments: Preaching as Spiritual Practice, Lima, Ohio, CSS Pub. Co., Inc., 2009 (ISBN 978-0-7880-2605-8)[16],[17]
- (en) Mariann Budde (préf. Archevêque Michael Curry), Receiving Jesus: The Way of Love, New York, Church Publishing, 2019 (ISBN 978-1-64065-240-8)[18]
- (en) Mariann Budde, How We Learn to Be Brave: Decisive Moments in Life and Faith, New York, Penguin, 2023 (ISBN 978-0-593-53921-7)[16]